# Wind Music Awards 2017
L'undicesima edizione dei Wind Music Awards si è svolta il 5 e il 6 giugno 2017 all'Arena di Verona. Una terza serata è stata confermata da Carlo Conti e prevista per il 23 giugno. I conduttori delle prime due serate sono Carlo Conti e Vanessa Incontrada, mentre per il 23 giugno, i conduttori sono Federico Russo e Giorgia Surina. L'evento viene trasmesso su Rai 1.

## Categorie premi
- Vendite (sulla base delle certificazioni FIMI)
  - Premio CD Multiplatino
  - Premio CD Platino
  - Premio CD Oro
  - Premio Singolo Multiplatino
- Passaggi Radiofonici (sulla base dei dati di punteggio airplay EarOne)
  - Premio EarOne Airplay
- Premi alla carriera e premi speciali
- Targhe certificazioni di vendita case discografiche

## Prima serata

### Esibizioni
- Francesco De Gregori - Rimmel
- Elodie - Verrà da sé
- Fabri Fibra e Thegiornalisti - Pamplona
- Marracash e Gué Pequeno - Scooteroni RMX
- Litfiba - Maria Coraggio
- Luis Fonsi - Despacito
- Renato Zero - Infiniti treni
- Giorgia - Credo
- Eros Ramazzotti - Sei un pensiero speciale e Più bella cosa
- Fiorella Mannoia - Che sia benedetta
- Luciano Ligabue - Ho fatto in tempo ad avere un futuro
- Alessandra Amoroso - Comunque andare
- J-Ax e Fedez - Senza pagare
- Nek e J-Ax - Freud
- Renato Zero - Stalker
- Il Volo - Nessun dorma
- Francesco Gabbani - Occidentali's Karma
- Fabio Rovazzi - Tutto molto interessante
- Fabio Rovazzi e Gianni Morandi - Volare
- Riki - Perdo le parole e Polaroid
- Ermal Meta - Vietato morire
- Raphael Gualazzi - L'estate di John Wayne
- Mario Biondi
- Sergio Sylvestre - Big Boy, Planes e Con te
- Rocco Hunt - Se mi chiami

### Artisti premiati
- Francesco De Gregori
  - Premio CD Platino per l'album Sotto il vulcano
- Elodie
  - Premio CD Oro per l'album Un'altra vita
- Fabio Rovazzi
  - Premio Singolo Multiplatino per Tutto molto interessante
- Fabri Fibra
  - Premio CD Oro per l'album Fenomeno
- Litfiba
  - Premio CD Oro per l'album Eutòpia
- Giorgia
  - Premio CD Platino per l'album Oronero
  - Premio Singolo Multiplatino
- Fiorella Mannoia
  - Premio CD Platino per l'album Combattente
  - Premio Singolo Platino
- Alessandra Amoroso
  - Premio Speciale Arena di Verona
- J-Ax e Fedez
  - Premio Singolo Multiplatino per Vorrei ma non posto
  - Premio Singolo Multiplatino per Senza pagare
- Nek
  - Premio CD Oro per l'album Unici
- Renato Zero
  - Premio CD Platino per l'album Arenà
  - Premio Speciale Arena di Verona
- Il Volo
  - Premio CD Platino per l'album Notte magica - A Tribute to the Three Tenors
- Francesco Gabbani
  - Premio CD Oro per l'album Magellano
  - Premio Singolo Multiplatino per Occidentali's Karma
- Ermal Meta
  - Premio CD Oro per l'album Vietato morire
  - Premio Singolo Platino per Vietato morire
- Raphael Gualazzi
  - Premio CD Oro per l'album Love Life Peace
- Mario Biondi
  - Premio CD Oro per l'album
- Sergio Sylvestre
  - Premio CD Platino per l'album Big Boy
- Rocco Hunt
  - Premio CD Platino per l'album SignorHunt

## Seconda serata

### Esibizioni
- Imagine Dragons - Believer
- Modà
- Francesco Renga - Nuova luce
- Max Pezzali - Le canzoni alla radio
- Nek - Laura non c'è
- Fiorella Mannoia - Siamo ancora qui
- Zucchero Fornaciari - Partigiano reggiano
- Gianna Nannini - Io
- Alessandra Amoroso - Fidati ancora di me
- Il Volo - Grande amore
- Luciano Ligabue - Tra palco e realtà
- Elisa - Bad habits
- Carlo Conti, Giorgio Panariello, Leonardo Pieraccioni
- Emma Marrone - You Don't Love Me
- Zucchero Fornaciari - Per colpa di chi?
- Pooh
- Biagio Antonacci - Se io, se lei
- Fedez e J-Ax - Senza pagare
- Umberto Tozzi - Ti amo
- Ofenback - Be mine
- Massimo Ranieri - Se bruciasse la città
- Lenny - Hell.o
- Thomas - Normalità
- Charlie Puth - Attention
- Sfera Ebbasta - Tran Tran e Figli di papà
- Imagine Dragons - Thunder

### Artisti premiati
- Modà
  - Premio Tour
- Fiorella Mannoia
  - Premio Live
- Il Volo
  - Premio Live
- Luciano Ligabue
  - Premio Live
- Elisa
  - Premio Live
- Emma Marrone
  - Premio Live
- Zucchero Fornaciari
  - Premio Live
  - Premio Speciale SIAE
  - Premio Speciale Arena di Verona oro (Per il record di date)
- Umberto Tozzi
  - Premio Speciale FIMI
- Massimo Ranieri
  - Premio Live
- Sfera Ebbasta
  - Premio CD Platino per l'album Sfera Ebbasta
  - Premio Singolo

## Terza serata

### Esibizioni
- Thegiornalisti - Completamente
- Luciano Ligabue - Tra palco e realtà
- Eros Ramazzotti - Più bella cosa
- Francesco Gabbani - Occidentali's Karma
- Michele Bravi - Il diario degli errori
- Alok - Hear Me Now
- J-Ax e Fedez - Senza pagare
- Zucchero Fornaciari - Per colpa di chi?
- Biagio Antonacci - Se io, se lei
- Ghali - Ninna nanna e Happy Days
- Fabio Rovazzi - Tutto molto interessante
- Max Pezzali - Le canzoni alla radio
- Boomdabash - Portami con te
- Gabry Ponte - Che ne sanno i 2000
- Alessandra Amoroso - Comunque andare
- Fabri Fibra e Thegiornalisti - Pamplona
- Decibel - Contessa
- Fabrizio Moro - Portami via
- Nek e J-Ax - Freud
- Briga - Baciami
- Renato Zero - Infiniti treni
- Fred De Palma - Il cielo guarda te
- Il Volo - Grande amore
- Il Pagante - Bomber
- Francesco Renga - Nuova luce
- Lowlow - Ulisse

### Artisti premiati
- Thegiornalisti
  - Premio Singolo Platino per Completamente
  - Premio PMI
- Michele Bravi
  - Premio Singolo Platino per Il diario degli errori
- Ghali
  - Premio Singolo Multiplatino per Ninna nanna
  - Premio Singolo Platino per Pizza kebab
- Boomdabash
  - Premio Singolo Platino per Portami con te
- Gabry Ponte
  - Premio Singolo Platino per Che ne sanno i 2000
- Decibel
  - Premio speciale disco del passato per Contessa
- Fabrizio Moro
  - Premio Singolo Platino per Portami via
- Briga
  - Premio Singolo Platino per Baciami
- Fred De Palma
  - Premio Singolo Platino per Il cielo guarda te
- Il Pagante
  - Premio Singolo Platino per Bomber
- Lowlow
  - Premio Singolo Platino per Ulisse

## Ascolti
| Puntata | Puntata        | Telespettatori | Share  |
| ------- | -------------- | -------------- | ------ |
| 1       | 5 giugno 2017  | 5.159.000      | 23,90% |
| 2       | 6 giugno 2017  | 4.716.000      | 23,20% |
| Media   | Media          | 4.937.000      | 23,55% |
| 3       | 23 giugno 2017 | 2.596.000      | 15,40% |